# Els Pallaresos
Els Pallaresos è un comune spagnolo di 2 701 abitanti situato nella comunità autonoma della Catalogna.